# Орисик Степан Михайлович
Степан Михайлович Орисик (нар. 1930, с. Вілька, Сяноцький повіт, Польща — пом. Трускавець) — лемківський майстер круглої та рельєфної різьби. Наймолодший син відомого різьбяра М. Орисика. Член НСХУ.

## Творча діяльність
Працював переважно в анімалістичному жанрі, зображуючи карпатських звірів, він передавав у своїх роботах не тільки зовнішню подібність, а й типові звички та вияв внутрішнього стану цих тварин. Його роботи відзначаються тонким смаком, вмінням прекрасно використовувати круглу форму дерева, характерними особливостями об'ємного різьблення.
Автор багатьох тематичних багатофігурних композицій: «Горобці» (1956), «Качки в очереті» (1957), «Дикі качки» (1957), «Сім'я оленів» (1960), «Птахи та кішка» (1960), «Кабан і вовки» (1960), «Дика свиня» (1983), «Собака з капелюхом», «Напад вовків на ведмедя».
Брав участь у ювілейній художній виставці до 150-ліття з дня народження Т. Г. Шевченка (м. Київ, 1964 р.). Виконав низку робіт, присвячених Кобзарю, інколи у співавторстві з братом Андрієм — «Катерина», «Гине шляхта», «Повернення Марка». Вони відзначаються життєвою правдоподібністю, у них відчуваються плавний зріз, висока техніка стругу.
Учасник республіканських виставок з 1949 року, декадних — з 1951 року. Його роботи були представлені на Республіканській ювілейній виставці українського народного декоративного мистецтва (м. Київ, 1970 р.).
Твори майстра знаходяться у колекції НМУНДМ та інших музеях Києва, Львова тощо.